# KHL All-Star Game

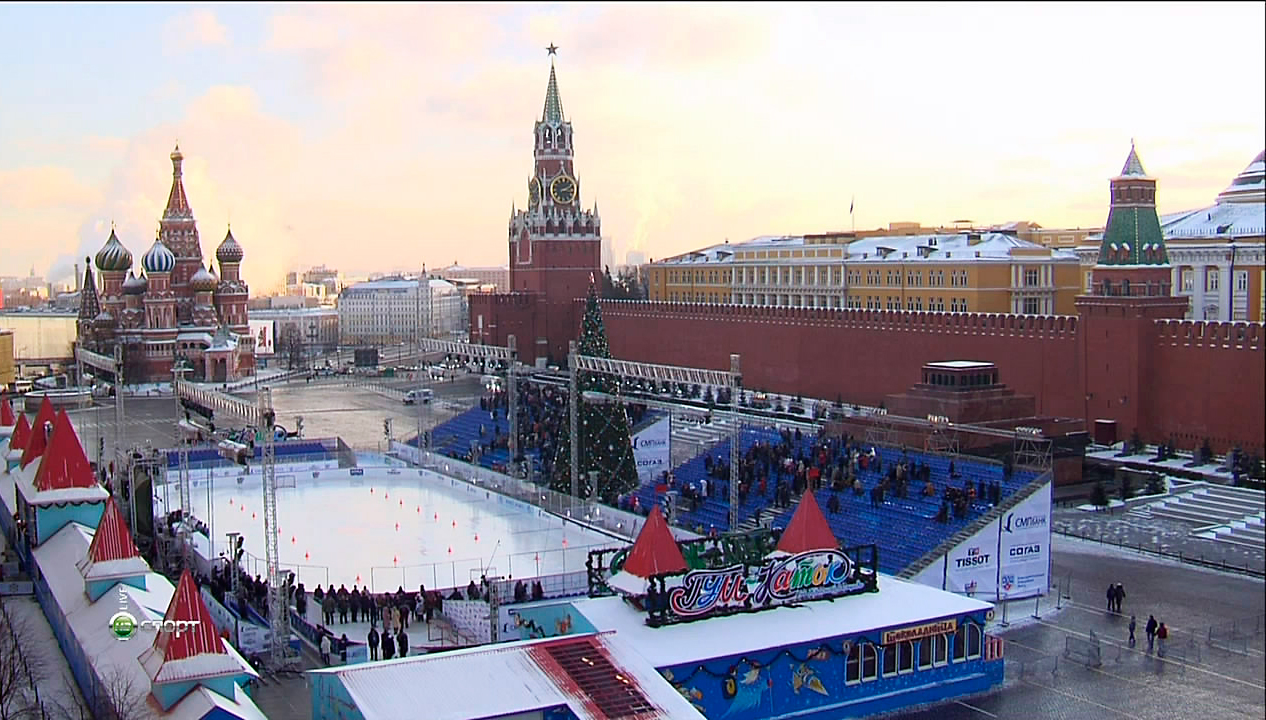
La Piazza Rossa a Mosca, sede dell'edizione 2009.

Il Kontinental Hockey League All-Star Game (in russo: Матч всех звёзд Континентальной хоккейной лиги Matč vsech zvёzd Kontinental'noj chokkejnoj ligi) è un match d'esibizione di hockey su ghiaccio che si svolge ogni anno a metà della stagione regolare della Kontinental Hockey League coinvolgendo alcuni fra i giocatori più rappresentativi della lega. Fino alle'edizione 2016 si sfidavano due squadre, inizialmente il Team World, composto da giocatori stranieri ed il Team Russia, poi il format fu cambiato e a sfidarsi furono due squadre rappresentanti ognuna una conference. A partire dall'edizione 2017 si sfidano 4 squadre, ognuna rappresentante di una divisions, in un torneo ad eliminazione diretta. Le due vincitrici delle semifinali si sfidano nella finale.

## Edizioni dell'All-Star Game
| Edizione | Data       | Luogo                              | Squadra 1 Capitano                                     | Punteggio   | Squadra 2 Capitano                   |
| -------- | ---------- | ---------------------------------- | ------------------------------------------------------ | ----------- | ------------------------------------ |
| 2009     | 10 gennaio | Piazza Rossa, Mosca                | Team World Jaromír Jágr                                | 7-6         | Team Russia Aleksej Jašin            |
| 2010     | 30 gennaio | Minsk Arena, Minsk                 | Team World Jaromír Jágr                                | 11-8        | Team Russia Aleksej Jašin            |
| 2011     | 5 febbraio | Ledovyj dvorec, San Pietroburgo    | Team East Jaromír Jágr                                 | 18-16       | Team West Aleksej Jašin              |
| 2012     | 21 gennaio | Arena Riga, Riga                   | Team East Sergej Fëdorov                               | 15-11       | Team West Sandis Ozoliņš             |
| 2013     | 13 gennaio | Ledovaja arena Traktor, Čeljabinsk | Team East Aleksej Morozov                              | 18-11       | Team West Il'ja Koval'čuk            |
| 2014     | 11 gennaio | Slovnaft Arena, Bratislava         | Team West Il'ja Koval'čuk                              | 18-16       | Team East Sergej Mozjakin            |
| 2015     | 25 gennaio | Palazzo del ghiaccio Bol'šoj, Soči | Team East Sergej Mozjakin                              | 18-16       | Team West Il'ja Koval'čuk            |
| 2016     | 23 gennaio | VTB Ledovij dvorec, Mosca          | Team West Aleksandr Radulov                            | 28-23       | Team East Sergej Mozjakin            |
| 2017     | 22 gennaio | Ufa Arena, Ufa                     | Kharlamov Division Bobrov Division Chernyshev Division | 3-4 2-6 3-2 | Chernyshev Division Tarasov Division |